# Ширвжиток
Ширвжиток (скор. від широкий вжиток, що в свою чергу походить від радян. терм. рос. ширпотреб; широкое потребление; також FMCG — англ. Fast Moving Consumer Goods) — термін, яким під час радянської влади в Україні позначали товари широкого вжитку (особливо продукти легкої та харчової промисловості), тобто ті, які споживалися у великій кількості широкими верствами населення. Наразі термін має дещо негативний відтінок і вживається для позначення товарів низької якості і з невеликою ціною.